# 龙胜镇 (开平市)
龙胜镇，是中华人民共和国广东省江门市开平市下辖的一个乡镇级行政单位。

## 行政区划
龙胜镇下辖以下地区：
龙胜圩社区、石桥社区、白村、齐洞村、联塘村、黄村、棠安村、和兴村、棠红村、官渡村、大雄村、梧村、桥新村、现龙村、桥联村、胜桥村、那泔村和西杰村。